# Yury Maksimov
Yury Vladimirovich Maksimov (em russo:  Юрий Владимирович Максимов; born April 11, 1978, Fryazino, Moscow Oblast, USSR) é um ciberempreendedor, programador e bilionário russo. Ele cofundou a Positive Technologies, uma grande empresa internacional de cibersegurança, atuando como CEO de 2007 a 2021. Em 2021, foi nomeado conselheiro voluntário do Ministro de Desenvolvimento Digital, Comunicações e Mídia da Federação Russa.
De acordo com a Forbes, a fortuna de Maksimov foi estimada em US$ 450 milhões (em 2020).
Em julho de 2024, Maksimov entrou para a lista de bilionários globais da Forbes, com um patrimônio líquido total de US$ 1,2 bilhão.

## Biografia

### Primeiros anos
Yury Maksimov nasceu em 11 de abril de 1978, na cidade científica de Friazino (Oblast de Moscou), em uma família de engenheiros. Seus pais, Vladimir e Lyudmila, trabalhavam na Fábrica do 50º Aniversário da URSS em Fryazino. Ele é o segundo filho da família (seu irmão mais velho, Dmitry Maksimov, também é cofundador da Positive Technologies).
Em 1995, Maksimov terminou a escola e entrou no departamento de física da Universidade Estatal de Moscou. Lá, ele desenvolveu software para modelagem e análise de problemas de transmissão de informações em redes heterogêneas. Ele se formou como especialista nessa área em 2001.
Em 2004, Maksimov concluiu seus estudos de pós-graduação na Universidade Estatal de Moscou.

### Início de carreira
Desde o primeiro ano na universidade, Maksimov conciliou seus estudos com um trabalho de programação na Oktava+, uma fabricante de instrumentos de precisão. Lá, ele começou a desenvolver seu próprio software do tipo ERP para os sistemas de medição e operações internas da empresa, além de gerenciar projetos internacionais para o fornecimento e implementação de soluções estrangeiras em empresas domésticas e a exportação de soluções russas.

## Positive Technologies
Em 2002, Maksimov fundou a Positive Technologies junto com seu irmão Dmitry e seu amigo Evgeny Kireev. O primeiro produto da empresa foi o scanner de vulnerabilidades XSpider, desenvolvido por Dmitry Maksimov.
O primeiro escritório da empresa, localizado em Altufyevo, ao norte de Moscovo, tinha inicialmente uma equipe de seis pessoas: os três fundadores, um gerente de vendas, um gerente de escritório e um programador.

### CEO (2007–2021)
De 2004 a 2007, Yury Maksimov atuou como diretor técnico da Positive Technologies.
Em 2007, ele assumiu o cargo de CEO da Positive Technologies. A transformação gradual da estrutura acionária levou Maksimov a possuir mais de 50% da empresa.

### Expansão Internacional
Após abrir seu primeiro escritório no exterior em 2011, no Reino Unido, a Positive Technologies expandiu-se com a abertura de escritórios na Itália e na Coreia do Sul em 2012, e na Índia, Emirados Árabes Unidos, Tunísia e Estados Unidos em 2013.
Em 2014, Maksimov decidiu dividir a Positive Technologies em duas empresas: uma russa e outra suíça, com uma filial de desenvolvimento independente em Brno, na República Tcheca, e escritórios de vendas em todo o mundo. Em 2021, foi relatado que Yury Maksimov vendeu sua participação nas entidades legais estrangeiras para a alta gestão da empresa suíça.
Em novembro de 2023, a empresa começou a atender clientes na América Latina, Ásia e Oriente Médio.

### Mudança de CEO
IEm 2020, Yury Maksimov anunciou sua intenção de deixar o cargo de CEO. Ele confiou à alta direção da Positive Technologies a tarefa de nomear um novo CEO. Em 2021, após uma discussão aberta, a posição foi dada a Denis Baranov.

### Positive Technologies na Bolsa de Valores
Em 2020, Maksimov anunciou que a Positive Technologies seria listada na bolsa de valores.
Em dezembro de 2021, o Positive Group realizou uma listagem direta na Bolsa de Moscou, tornando-se a primeira empresa russa de cibersegurança a abrir capital.
Mantendo a participação majoritária na empresa, Yury Maksimov assumiu o cargo de presidente do Conselho de Administração da PJSC Positive Group.

## Filantropia
Yury trabalha em projetos que visam transformar o mundo, tornando-o mais seguro e melhor para todos. Suas atividades incluem a colaboração com os principais players de TI em projetos de caridade globais e a construção de escolas em diversos países para promover a cibersegurança e a educação tecnológica entre os jovens.

## Vida pessoal
Maksimov é casado e tem uma filha.
Em 2017, Maksimov completou uma prova de Ironman na Espanha, terminando entre os 100 primeiros.

## Links externos
- Ловец хакеров: как программист Юрий Максимов построил компанию с миллиардной стоимостью и попал под санкции США
- This $500 Million Russian Cyber Mogul Planned To Take His Company Public—Then America Accused It Of Hacking For Putin's Spies